# Bologna Associazione Giuoco del Calcio 1942-1943
Questa voce raccoglie le informazioni riguardanti il Bologna Associazione Giuoco del Calcio nelle competizioni ufficiali della stagione 1942-1943.

## Stagione
Il Bologna concluse il campionato di Serie A 1942-1943 al sesto posto con 29 punti, a pari merito con Milano e Fiorentina. Scudetto al Torino con un punto sul Livorno.
In Coppa Italia la squadra superò l'Ambrosiana-Inter per 2-0 nei sedicesimi di finale, poi il Modena sconfitto 4-0 fuori casa agli ottavi, quindi si fermò ai quarti perdendo in casa 2-5 dal Genova 1893.

## Rosa
| N. |                    | Ruolo | Calciatore        |
| -- | ------------------ | ----- | ----------------- |
|    | Italia (bandiera)  | P     | Pietro Ferrari    |
|    | Italia (bandiera)  | P     | Glauco Vanz       |
|    | Italia (bandiera)  | D     | Secondo Ricci     |
|    | Italia (bandiera)  | D     | Mario Pagotto     |
|    | Italia (bandiera)  | D     | Arcangelo Zerbini |
|    | Italia (bandiera)  | D     | Dino Fiorini      |
|    | Italia (bandiera)  | C     | Vittorio Malagoli |
|    | Uruguay (bandiera) | C     | Michele Andreolo  |
|    | Italia (bandiera)  | C     | Aurelio Marchese  |
|    | Italia (bandiera)  | C     | Franco Marchi     |

| N. |                    | Ruolo | Calciatore                 |
| -- | ------------------ | ----- | -------------------------- |
|    | Italia (bandiera)  | C     | Luigi Cavara               |
|    | Croazia (bandiera) | A     | Frane Matošić              |
|    | Uruguay (bandiera) | A     | Héctor Puricelli           |
|    | Italia (bandiera)  | A     | Amedeo Biavati             |
|    | Italia (bandiera)  | A     | Dante Nardi                |
|    | Uruguay (bandiera) | A     | Raffaele Sansone           |
|    | Italia (bandiera)  | A     | Adriano Minelli            |
|    | Italia (bandiera)  | A     | Alberto Bonaretti          |
|    | Italia (bandiera)  | A     | Antonio Innocenti          |
|    | Italia (bandiera)  | A     | Carlo Reguzzoni (capitano) |

## Risultati

### Serie A

#### Girone di andata
| Arbitro: | Venutti (Trieste) |

|                  |           |  |
| Matošić 48’, 86’ | Marcatori |  |

| Arbitro: | Pizziolo (Firenze) |

|                      |           |               |
| Pisa I 46’ König 63’ | Marcatori | 18’ Puricelli |

| Trieste 18 ottobre 1942 3ª giornata | Triestina      | 0 – 0 | Bologna | Stadio del Littorio\| Arbitro: \| Dattilo (Roma) \| |
| Arbitro:                            | Dattilo (Roma) |       |         |                                                     |

| Arbitro: | Mattea (Torino) |

|                                              |           |  |
| Reguzzoni 35’ Puricelli 77’ Biavati 81’, 89’ | Marcatori |  |

| Arbitro: | Dattilo (Roma) |

|              |           |  |
| Candiani 88’ | Marcatori |  |

| Arbitro: | Barlassina (Milano) |

|             |           |                     |
| Biavati 58’ | Marcatori | 9’ Raccis 40’ Piana |

| Arbitro: | Dattilo (Roma) |

|                                        |           |               |
| Lushta 2’ Sentimenti III 8’ Meazza 39’ | Marcatori | 82’ Reguzzoni |

| Arbitro: | Bertolio (Torino) |

|                               |           |           |
| Pricelli 10’, 16’ Biavati 80’ | Marcatori | 84’ Conti |

| Arbitro: | Pizziolo (Firenze) |

|             |           |               |
| Mornese 72’ | Marcatori | 56’ Reguzzoni |

| Arbitro: | Dattilo (Roma) |

|                                     |           |                |
| Nardi 11’ Puricelli 29’ Biavati 38’ | Marcatori | 55’ Valcareggi |

| Arbitro: | Mattea (Torino) |

|  |           |               |
|  | Marcatori | 40’ Puricelli |

| Arbitro: | Bertolio (Torino) |

|                                   |           |  |
| Reguzzoni 13’ Nardi 37’ Puricelli | Marcatori |  |

| Arbitro: | Curradi (Firenze) |

|             |           |  |
| Alberti 53’ | Marcatori |  |

| Arbitro: | Pizziolo (Firenze) |

|                    |           |                      |
| Ferrini 55’ (aut.) | Marcatori | 6’ Menti 61’ Gabetto |

| Arbitro: | Barlassina (Milano) |

|              |           |                                                                         |
| Callegari 1’ | Marcatori | 21’, 57’ Biavati 62’ Reguzzoni 68’, 88’ Matošić 78’ Nardi 84’ Puricelli |

#### Girone di ritorno
| Arbitro: | Mattea (Torino) |

|                    |           |  |
| Schiavi 49’ (rig.) | Marcatori |  |

| Arbitro: | Curradi (Firenze) |

|                                           |           |  |
| Matošić 17’, 45’ (rig.), 71’ Andreolo 42’ | Marcatori |  |

| Arbitro: | Mattea (Torino) |

|                                |           |                             |
| Matošić 57’ (rig.) Biavati 76’ | Marcatori | 39’ Cergoli 90’ De Filippis |

| Arbitro: | Dattilo (Roma) |

|  |           |             |
|  | Marcatori | 45’ Matošić |

| Arbitro: | Dattilo (Roma) |

|                                   |           |                       |
| Biavati 19’ Nardi 22’ Sansone 40’ | Marcatori | 29’ (rig.) Compatelli |

| Arbitro: | Scotto (Savona) |

|           |           |  |
| Piana 53’ | Marcatori |  |

| Arbitro: | Barlassina (Milano) |

|                           |           |                               |
| Reguzzoni 74’ Matošić 82’ | Marcatori | 14’ Lushta 59’ Sentimenti III |

| Arbitro: | Curradi (Firenze) |

|                         |           |             |
| Ispiro 1’, 62’ Neri 28’ | Marcatori | 86’ Matošić |

| Arbitro: | Scotto (Savona) |

|                                       |           |                         |
| Nardi 1’, 86’ Biavati 27’ Matošić 60’ | Marcatori | 20’ Amadei 24’ Borsetti |

| Arbitro: | Fois (Roma) |

|  |           |               |
|  | Marcatori | 22’ Puricelli |

| Arbitro: | Pizziolo (Firenze) |

|               |           |                            |
| Puricelli 53’ | Marcatori | 79’ Marchetti 81’ Colaussi |

| Arbitro: | Mattea (Torino) |

|                                       |           |                           |
| Boffi 15’ Antonini 24’ Del Medico 88’ | Marcatori | 39’ (rig.), 58’ Reguzzoni |

| Arbitro: | Bertolio (Torino) |

|  |           |                                |
|  | Marcatori | 22’ Degli Esposti 71’ Alberico |

| Arbitro: | Dattilo (Roma) |

|                        |           |             |
| Gabetto 24’ Ossola 64’ | Marcatori | 34’ Sansone |

| Arbitro: | Dellarole (Roma) |

|                                        |           |                                        |
| Bonaretti 5’ Matošić 19’ Reguzzoni 70’ | Marcatori | 65’ Tabor 72’, 85’ (rig.) Silvestrelli |

### Coppa Italia
| Arbitro: | Mattea (Torino) |

|                           |           |  |
| Biavati 34’ Reguzzoni 39’ | Marcatori |  |

| Arbitro: | Dellarole (Roma) |

|  |           |                                     |
|  | Marcatori | 11’, 43’, 66’ Biavati 33’ Puricelli |

| Arbitro: | Fois (Roma) |

|                      |           |                                              |
| Nardi 8’ Sansone 67’ | Marcatori | 57’, 71’ Sotgiu 65’, 77’ Ispiro 84’ Trevisan |

## Statistiche

### Statistiche di squadra
| Competizione | Punti | In casa | In casa | In casa | In casa | In casa | In casa | In trasferta | In trasferta | In trasferta | In trasferta | In trasferta | In trasferta | Totale | Totale | Totale | Totale | Totale | Totale | DR  |
| Competizione | Punti | G       | V       | N       | P       | Gf      | Gs      | G            | V            | N            | P            | Gf           | Gs           | G      | V      | N      | P      | Gf     | Gs     | DR  |
| ------------ | ----- | ------- | ------- | ------- | ------- | ------- | ------- | ------------ | ------------ | ------------ | ------------ | ------------ | ------------ | ------ | ------ | ------ | ------ | ------ | ------ | --- |
| Serie A      | 29    | 15      | 8       | 3       | 4       | 36      | 20      | 15           | 4            | 2            | 9            | 17           | 19           | 30     | 12     | 5      | 13     | 53     | 39     | +14 |
| Coppa Italia |       | 2       | 1       | 0       | 1       | 4       | 5       | 1            | 1            | 0            | 0            | 4            | 0            | 3      | 2      | 0      | 1      | 8      | 5      | +3  |
| Totale       |       | 17      | 9       | 3       | 5       | 40      | 25      | 16           | 5            | 2            | 9            | 21           | 19           | 33     | 14     | 5      | 14     | 61     | 44     | +17 |

### Statistiche dei giocatori
| Giocatore    | Serie A  | Serie A | Coppa Italia | Coppa Italia | Totale   | Totale |
| Giocatore    | Presenze | Reti    | Presenze     | Reti         | Presenze | Reti   |
| ------------ | -------- | ------- | ------------ | ------------ | -------- | ------ |
| M. Andreolo  | 25       | 1       | 3            | 0            | 28       | 1      |
| P. Andreoli  | 0        | 0       | 2            | 0            | 2        | 0      |
| A. Biavati   | 26       | 10      | 3            | 4            | 29       | 14     |
| A. Bonaretti | 2        | 1       | 0            | 0            | 2        | 1      |
| L. Cavara    | 2        | 0       | 0            | 0            | 2        | 0      |
| P. Ferrari   | 21       | -26     | 3            | -5           | 24       | -31    |
| D. Fiorini   | 2        | 0       | 0            | 0            | 2        | 0      |
| A. Innocenti | 1        | 0       | 0            | 0            | 1        | 0      |
| V. Malagoli  | 30       | 0       | 3            | 0            | 33       | 0      |
| A. Marchese  | 20       | 0       | 3            | 0            | 23       | 0      |
| F. Marchi    | 6        | 0       | 0            | 0            | 6        | 0      |
| F. Matošić   | 28       | 13      | 1            | 0            | 29       | 13     |
| A. Minelli   | 2        | 0       | 0            | 0            | 2        | 0      |
| D. Nardi     | 22       | 6       | 1            | 1            | 23       | 7      |
| M. Pagotto   | 26       | 0       | 3            | 0            | 29       | 0      |
| H. Puricelli | 20       | 10      | 2            | 1            | 22       | 11     |
| C. Reguzzoni | 29       | 8       | 3            | 1            | 32       | 9      |
| S. Ricci     | 29       | 0       | 3            | 0            | 32       | 0      |
| R. Sansone   | 19       | 2       | 3            | 1            | 22       | 3      |
| G. Vanz      | 9        | -13     | 0            | -0           | 9        | -13    |
| A. Zerbini   | 11       | 0       | 0            | 0            | 11       | 0      |